# ريكي جوردن
ريكي جوردن (بالإنجليزية: Ricky Jordan)‏ هو لاعب كرة قاعدة أمريكي، ولد في 26 مايو 1965 في ريتشموند في الولايات المتحدة.

## وصلات خارجية
- ريكي جوردن على موقعبيزبول رفرنس.كوم (الدوري الرئيسي) (الإنجليزية)
- ريكي جوردن على موقعبيزبول رفرنس.كوم (الدوري الثانوي) (الإنجليزية)